# Manfred Klieme

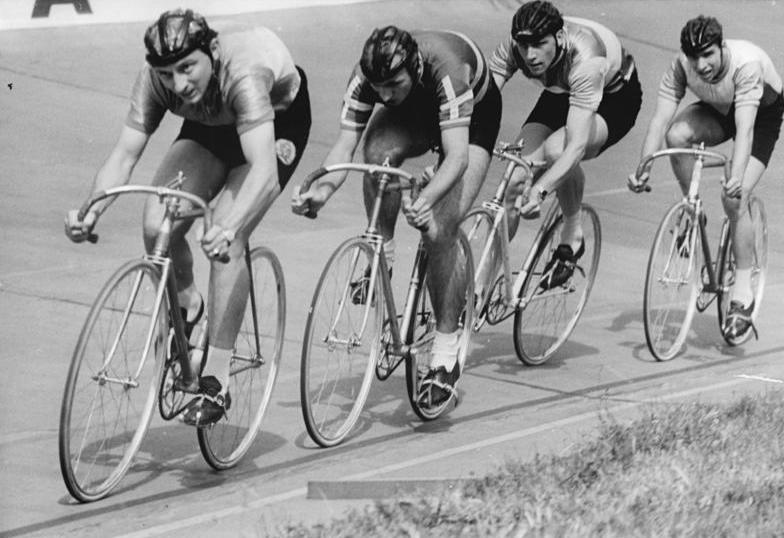
DDR-Meister 1961 in der Mannschaftsverfolgung: Manfred Klieme (vorne), Siegfried Köhler, Bernd Barleben und Wolfgang Schmelzer

Manfred Klieme (* 3. Februar 1936 in Berlin) ist ein ehemaliger Radrennfahrer aus der DDR. 1960 gewann er eine olympische Silbermedaille in der Mannschaftsverfolgung. Sein Spitzname ist „Alker“.

## Sportkarriere
Klieme gewann, nachdem er 1952 mit dem Radsport bei der SG Semper Berlin begonnen hatte, 1955 mit dem Vierer der SG Dynamo Karl-Marx-Stadt seinen ersten DDR-Meistertitel in der Mannschaftsverfolgung. Zuvor war er bereits DDR-Jugendmeister im Zweier-Mannschaftsfahren 1953 geworden. Vor der Saison 1956 wechselte Klieme zum SC Dynamo Berlin, wo er unter Carly Lorenz trainierte und DDR-Meister in der Mannschaftsverfolgung wurde. Seinen zweiten DDR-Meistertitel in dieser Disziplin gewann Klieme 1959, als der Dynamo-Vierer mit Peter Gröning, Manfred Klieme, Rolf Nitzsche und Lothar Stäber den Titel gegen den Vierer vom SC Rotation Leipzig gewann.  Einen weiteren Titel holte er 1959 mit dem Sieg bei der Internationalen Omnium-Meisterschaft von Berlin auf der Berliner Winterbahn mit Rolf Nitzsche als Partner. In diesem Rennen startete übrigens auch der spätere Profi-Weltmeister Tom Simpson, der 5. wurde. In derselben Saison errang er mit Rolf Nitsche auch den Sieg im längsten Rennen auf der Berliner Winterbahn, den 1001 Runde für Zweiermannschaften. 1960 wurde keine DDR-Meisterschaft im Vierer ausgetragen, der Dynamo-Vierer mit Bernd Barleben, Peter Gröning, Manfred Klieme und Siegfried Köhler qualifizierte sich stattdessen im innerdeutschen Duell für die gesamtdeutsche Mannschaft. Bei den Olympischen Spielen 1960 in Rom erreichten die vier Berliner das Finale in der Mannschaftsverfolgung und unterlagen dort dem italienischen Vierer.
1961 wechselte Klieme mit seinen Mannschaftskameraden zum SC Einheit Berlin, der dann seinerseits 1963 im TSC Berlin aufging. 1961 und 1962 siegten Barleben, Klieme, Köhler und Wolfgang Schmelzer gemeinsam bei den DDR-Meisterschaften in der Mannschaftsverfolgung. Köhler und Schmelzer siegten außerdem 1961 im Zweier-Mannschaftsfahren vor Barleben und Klieme, 1962 gewannen Barleben und Klieme. 1964 gewann Manfred Klieme im Dauerfahren seinen letzten DDR-Meistertitel hinter Schrittmacher Heinz Stöber. Das Goldene Rad von Erfurt gewann er 1965.

## Berufliches
Klieme war gelernter Funkmechaniker und arbeitete beim VEB Stern-Radio Berlin.

## Auszeichnungen
- 1960: Vaterländischer Verdienstorden in Bronze